# Рельєу
Рельєу (валенс. Relleu, ісп. Relleu) — муніципалітет в Іспанії, у складі автономної спільноти Валенсія, у провінції Аліканте. Населення — 1279 осіб (2010).

## Географія
Муніципалітет розташований на відстані близько 360 км на південний схід від Мадрида, 30 км на північний схід від Аліканте.

## Демографія
Динаміка населення (INE ):

## Галерея зображень

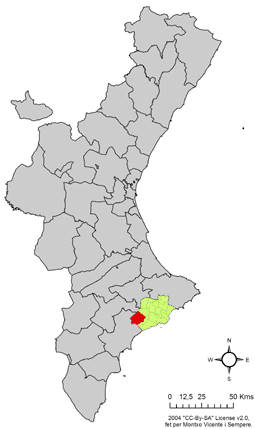
Розташування муніципалітету Рельєу у автономній спільноті Валенсія
Розташування муніципалітету Рельєу у комарці Маріна-Баха
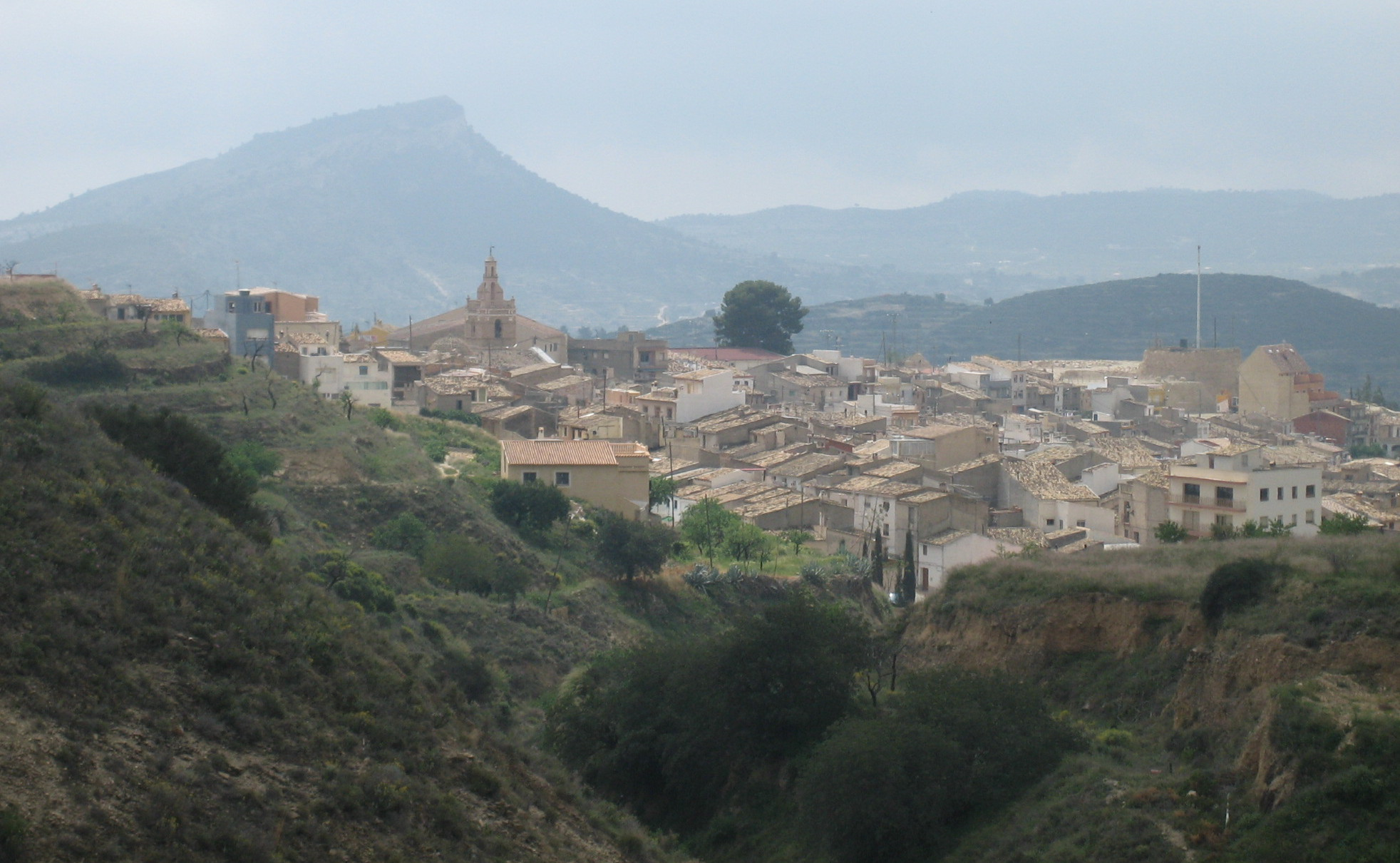
Рельєу